# 籠坂峠
籠坂峠（かごさかとうげ）は、静岡県駿東郡小山町と山梨県南都留郡山中湖村の県境付近に位置する峠。国道138号（旧鎌倉往還）が通り、峠付近の標高は1,104 mである。

## 概要
富士山と丹沢山地西端の三国山稜を結ぶ鞍部にあり、山梨県南都留郡山中湖村南西の旭日丘と静岡県駿東郡小山町須走の境目に位置する。古くは加古坂と表記された。「籠坂」は、峠を駕籠で越えたことに由来する説や、籠に石を詰め火山性の地盤を固めたことに由来する説がある。篭坂峠と表記することもある。
富士山の火山灰が厚く堆積し、雪で閉鎖されることもあるが東富士五湖道路でバイパスすることができる。山中湖村側は峠から数百メートルのところまで別荘地になっている。
籠坂峠付近は降雪日数及び降雪量が多く、2014年（平成26年）2月の豪雪では立ち往生車両が発生して91時間にわたって通行止めとなった。

## 歴史
古くから富士北麓地域と駿東部を結ぶ要衝として利用され、東海道から甲斐国府へ至る官道である甲斐路の経路であり、駿河国の横走駅（静岡県御殿場市）と加吉を結んだ。
中世には鎌倉街道の峠となり、『吾妻鏡』承久3年7月12日（1221年8月8日）条には「加古坂」の名が見られる。『吾妻鏡』によれば承久の乱の首謀者のひとりである藤原光親が加古坂で梟首されており、小山町側の途中には光親の塚がある。
また、国境であるため戦国時代には甲斐の武田氏と相模の後北条氏との係争地になり、大永6年（1526年）には富士裾野の梨木平において武田信虎と北条氏綱の合戦が行われている（『勝山記』による）。
江戸時代には口留番所が設置される。また、葛飾北斎は『冨嶽三十六景』の甲州三嶌越」において篭坂峠からの富士山（裏冨士）を描いている。
2020年東京オリンピックの自転車競技のロードレースではコースに設定された。